# Robert de Beaugrande
Robert-Alain de Beaugrande  (4 de marzo de 1946 - 6 de junio de 2008) fue un destacado lingüista textual y analista de discursos, considerado una de las figuras más célebres en ambas disciplinas. Beaugrande fue uno de los fundadores de la Escuela de Viena de Lingüística Textual (Departamento de Lingüística de la Universidad de Viena, en 1981 publicó el manual Introducción a la lingüística del texto en colaboración con Wolfgang U. Dressler). Desempeñó un papel fundamental en la consolidación del análisis crítico del discurso. 
Cursó estudios de posgrado en filología alemana e inglesa en la Universidad Libre de Berlín, en 1971. En 1976, se doctoró en literatura comparada y lingüística en la Universidad de California, Irvine. Desde 1978 a 1991, ejerció como profesor titular de inglés en la Universidad de Florida. Desde 1991 hasta 1997 impartió clases de lingüística inglesa en la Universidad de Viena. Además, también fue profesor titular de inglés en la Universidad de Botsuana, en Gaborone y profesor titular de inglés y lingüística inglesa en la Universidad de la Florida en Gainesville. Posteriormente estuvo presente en otras muchas universidades de Asia, Oriente Medio y América Latina.

## Obras destacadas
- Text, Discourse and Process: Toward a Multidisciplinary Science of Texts. Norwood, N.J.: Ablex, 1980
- Text Production. Norwood, N.J.: Ablex, 1984
- Critical Discourse: A Survey of Contemporary Literary Theorists. Norwood, N.J.: Ablex, 1988
- New Foundations for a Science of Text and Discourse. Greenwich, CT: Ablex, 1997